# Коваль, Николай Григорьевич
Николай Григорьевич Коваль (19 декабря 1904, Каменка, Подольская губерния, Российская империя — 15 января 1970, Кишинёв, Молдавская ССР, СССР) — молдавский советский партийный и государственный деятель, первый секретарь ЦК КП (б) Молдавии (1946—1950).

## Биография
Член ВКП(б) с 1939 г. В 1929 г. окончил Одесский сельскохозяйственный институт.
- 1929—1940 гг. — старший агроном колхоза (Котовский район Одесской области),
- 1940—1945 гг. — народный комиссар земледелия Молдавской ССР,
- 1945—1946 гг. — председатель СНК — Совета Министров Молдавской ССР,
- 1945—1949 гг. — член Бюро ЦК ВКП(б) по Молдавии,
- 1946—1950 гг. — первый секретарь ЦК КП(б) Молдавии,
- 1951—1960 гг. — на советской, хозяйственной работе,
- 1960—1967 гг. — заместитель председателя Совета Министров Молдавской ССР, председатель Государственного планового комитета Совета Министров Молдавской ССР.

Депутат Верховного Совета СССР 2-3 созывов. Член ЦК КП Молдавской ССР (1961—1970), член Бюро ЦК КП Молдавской ССР (1965—1967).
С апреля 1967 г. на пенсии.
Известен тем, что в 1945—1949-х годах отстаивал у Сталина правомерность передачи Измаильской области Бессарабии Украинской ССР.

## Награды и звания
Награждён двумя орденами Ленина, тремя орденами Трудового Красного Знамени.